# Asellus birsteini
Asellus birsteini är en kräftdjursart som beskrevs av Levanidov 1976. Asellus birsteini ingår i släktet Asellus och familjen sötvattensgråsuggor. Inga underarter finns listade i Catalogue of Life.